# 인천국제공항 제2여객터미널 - 버스정류장

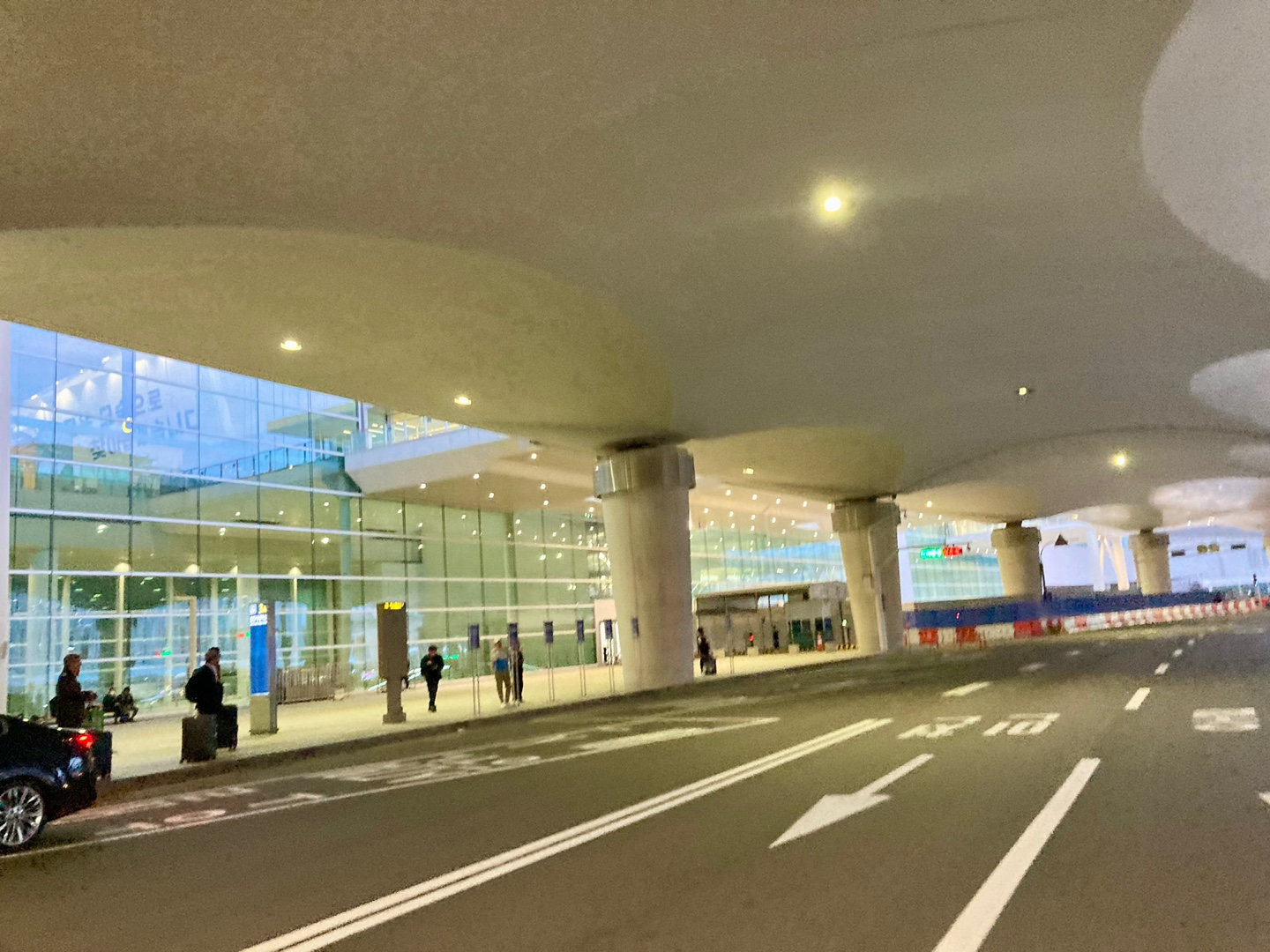
인천공항T2 버스정류장(층별로 탑승장이 다르다)

인천국제공항 제2여객터미널 - 버스정류장은 인천광역시 중구 제2터미널대로 444에 위치해 있다. 인천공항T2의 버스터미널이라고 부르기도 하며, T2버스정류장이라고 부른다.
2018년 01월 18일 이후 기존 인천국제공항에서 분화 및 확장되어 보다 많은 행선지를 더 많은 노선으로 취합해 운영하고 있으며, 신도시 직행버스 또는 공항버스와 연계노선이 발달되어 있어 공항버스 리무진이 활발히 운영되는 중이다.

## 개요
인천국제공항 제2여객터미널 - 버스정류장은 각 층마다 다른 행선지와 각기 다른 지역에서 오는 버스가 다르다.
버스 운송여객사의 운송 플랫폼(시외버스, 시내버스, 공항버스, 광역버스 등)이 달라지는 과정이 있다. 또한 사계절 때에 따라서 노선이 확충 되거나 또는 축소되는 점이 있어 운행일정 이점을 참고하여 탑승해야 한다.

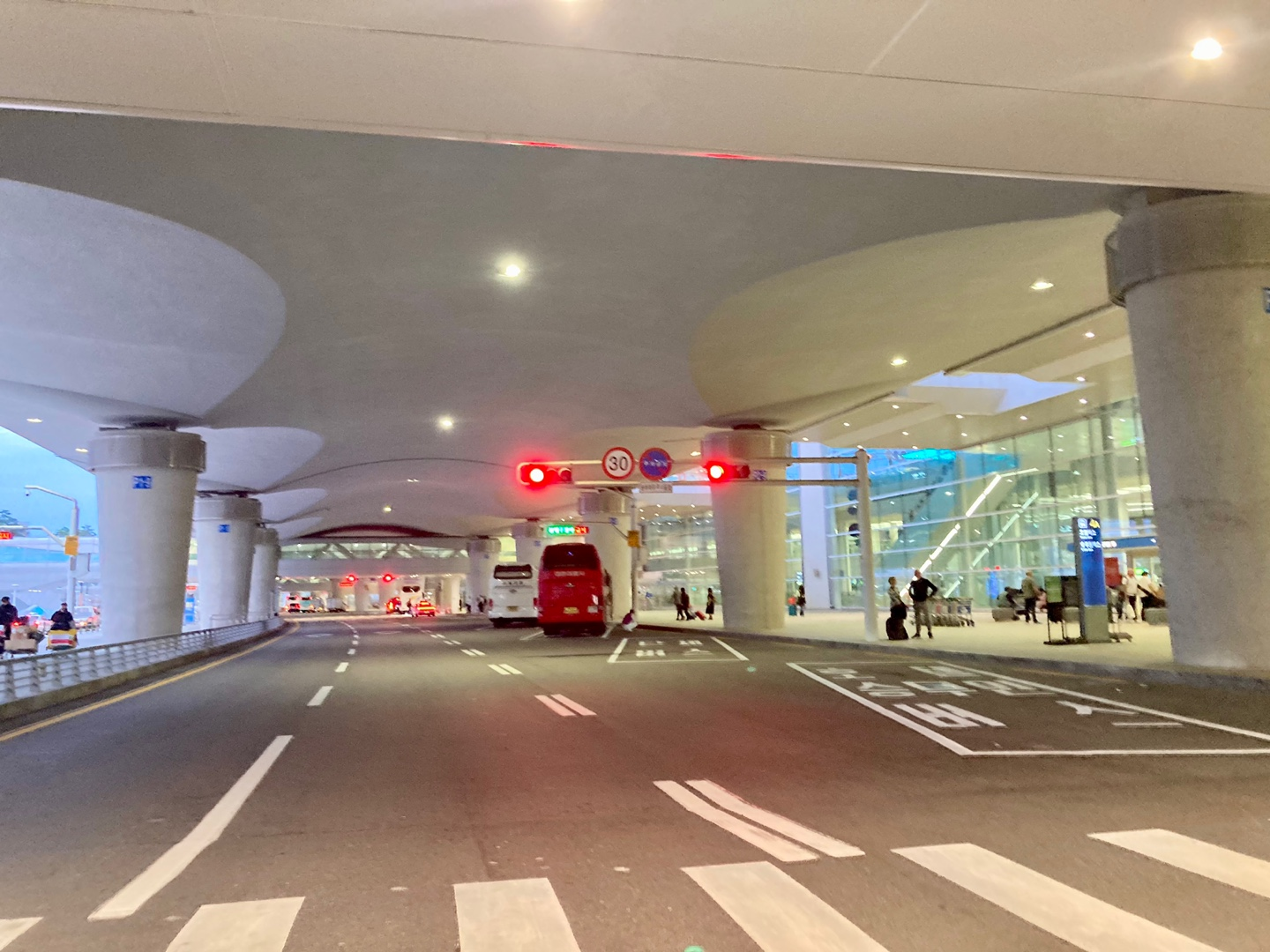
임직원 및 공항직원, 항공사 승무원 출퇴근 플랫폼

제2여객터미널의 버스정류장의 경우 공항직원, 임직원용 버스정류장도 존재한다.

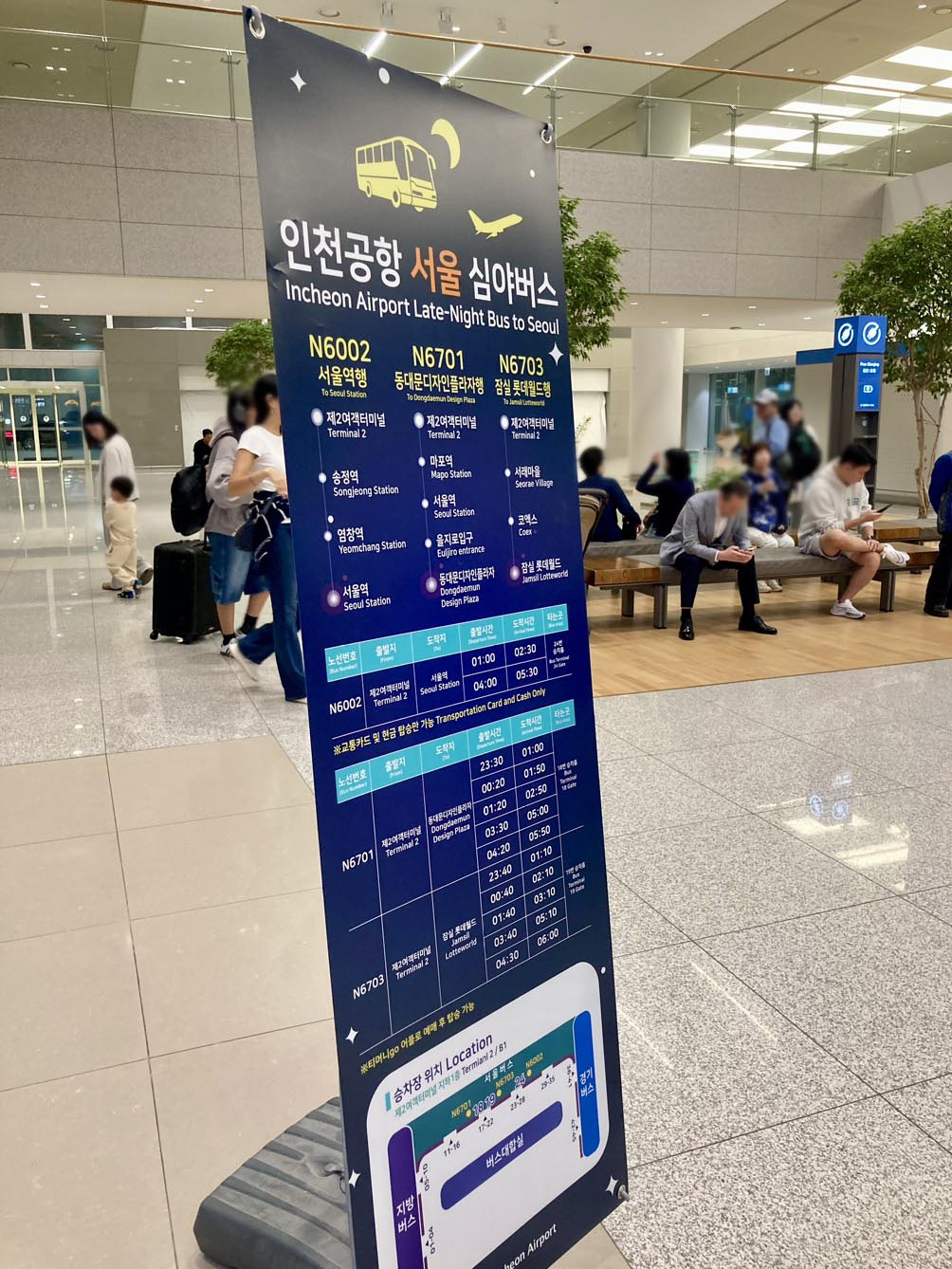
인천공항T2 심야버스 X배너

장거리노선의 경우 심야버스 운영도 주기적으로 운영하며, 특정 시기(명절, 연휴기간) 등의 수요에 따라서 운송사 또는 운송플랫폼들 마다 노선을 추가 운영하거나, 버스수를 증감하여 운영하기도 한다.
인터넷 예매 시 예매 가능한 어플리케이션을 통해서 좌석 또는 티켓팅을 할 수 있고, 추가 증설된 시간에 대해서도 확인이 가능하다. 미리 예매 시 현장에서 발권이 가능하거나 QR코드 인식을 통해 티켓을 확인 받고 탑승이 가능하다.

## 노선

### B1: 지하1층 노선(인천 시내버스, 일부 공항버스)
- 203번 버스, 205번 버스, 303-1번 버스, 307번 버스, 308번 버스, 310번 버스
- 인천(공항버스) : 6770, 6777, 7400

### 1F: 1층지상 노선
303-1번 버스, 307번 버스, 308번 버스, 310번 버스, 330번 버스

### 3F: 지상 노선
- 간선버스(8번 출입구) : 203번 버스, 204번 버스, 205번 버스, 303-1번 버스, 307번 버스, 308번 버스, 310번 버스, 330번 버스

- 직행좌석버스 : 3200번 버스, 3300번 버스
- 광역버스 : 9000(인천공항T2-B1층 방면)
- 공항버스 : 수원, 광주, 파주, 서울, 인천, 안산, 경기도 광주, 남양주, 하남, 용인 등이 배치되어 있다.

### 3F: 공항버스 노선(지방/수도권 광역)
- 수원 :  4000, 4100, 4100-1, 4100-2, 4200, 4200-1, 8835, N4000
- 광주 : 5000, 5300, 5400, 5400-1
- 파주 : 5600
- 서울 : 6001, 6002, 6003, 6004, 6006, 6007, 6008, 6009, 6010, 6011, 6012, 6012, 6014, 6015, 6016, 6017, 6018, 6019, 6020, 6100, 6102, 6103, 6200, 6300, 6600, 6701, 6702, 6703, 6705, N6701, N6703
- 안산 : 7000, 7000A, 7001
- 광주 : 7200, 8822, 8829, 8834, 8837, 8842, 8843, N5300, N5300-1, N7200, N8842
- 남양주 : 8844
- 하남 : 8849
- 용인 : 8852, 8877

## 같이 보기
- 인천공항버스터미널
- 인천국제공항 제2여객터미널
- 인천국제공항
- 인천공항버스터미널
- 인천공항터미널 지방버스